# Loughborough

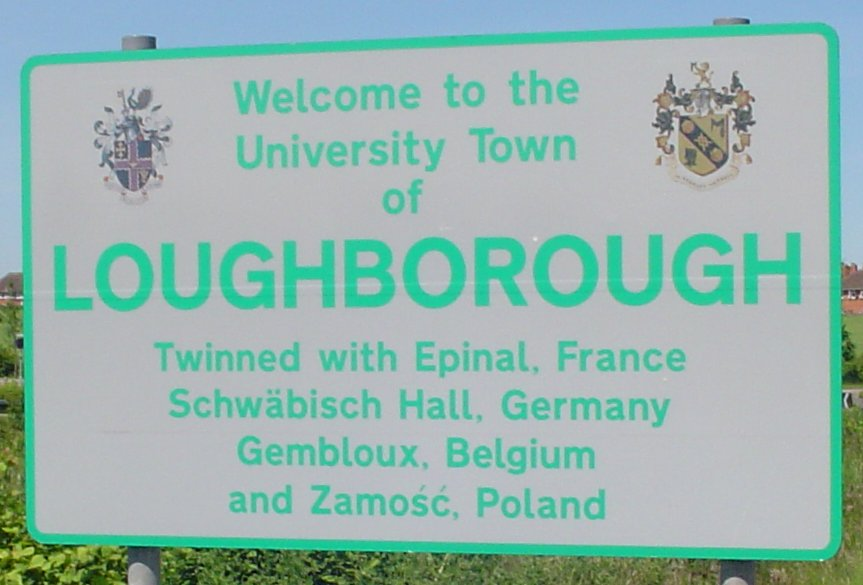
Painel de boas-vindas na entrada da cidade.

A cidade de Loughbourough (pronúncia em inglês: [ˈlʌfb(ə)rə]), localizada na região centro-leste da Inglaterra é a segunda maior em população do condado de Leicestershire, atrás apenas da cidade de Leicester. Em 2004 tinha uma população de cerca de 57.600 habitantes, e muitos deles são de ascendência caribenha ou sul-asiática (frequentemente de Bangladesh), a exemplo de outros lugares do país.

## História
Loughborough é famosa por ter o maior centro de fundição de sinos do mundo, o John Taylor Bellfounders (que inclusive foi onde se fundiu os sinos da Catedral de York), bem como por ser a sede de uma grande universidade inglesa, a conceituada Universidade de Loughborough, fundada em 1909, que em 2007 foi considerada a 6ª melhor da nação, tendo já recebido cinco prêmios de aniversário pela rainha, feito apenas igualado pela célebre Universidade de Oxford.
A primeira menção a Loughborough de que se tem notícia data de 1086, no Domesday Book que a chamava de Lucteburne, onde foi realizado uma espécie de censo a mando do rei Guilherme I. Aparece como Lucteburga em uma carta do reinado de Henrique II, e como Luchteburc no Pipe Rolls de 1186. O nome é de origem do inglês antigo e significa "lugar fortificado de Luhhede". Na época, a cidade não passava de um pequeno povoado sem grande destaque na Inglaterra. Hoje, Loughborough é uma cidade relativamente importante, especialmente por causa de sua universidade.

## Pessoas célebres
Entre outros, pode-se citar Albert Francis Cross (1863-1940), jornalista, poeta e escritor que lá nasceu e viveu. A atriz, dançarina e cantora Nicola Hughes (1975-) também é natural de Loughborough, ela já recebeu dois prêmios Laurence Olivier, a maior honraria concedida meio dos artistas de teatro em Londres. Loughborough é lugar de nascimento do atleta Ben Challenger (1978-), que pratica salto em altura. Rizwan Hussain, um conhecido advogado, filantropo, estudioso do islamismo e apresentador de televisão do Reino Unido, embora seja bengali de nascença, foi levado pela família com 6 meses de vida para a cidade, na qual viveu muitos anos.

## Curiosidade
Devido ao grande número de alunos e ex-alunos seus nacionais da Austrália, muitas vezes ela é chamada pela alcunha de Loogabarooga (o duplo 'o' em Inglês é pronunciado com som de 'u'). A universidade dá vida à cidade, quase tudo gira em torno dela. Muitos de seus moradores atuais são antigos estudantes de outras regiões que para lá foram e continuaram a viver ali depois de terminados os estudos, conferindo a Loughborough um ar mais cosmopolita do que tipicamente se encontra em cidades de tamanho semelhante (é o caso, por exemplo,  de Coimbra, em Portugal, ou de Louvain, na Bélgica.)

## Cidades irmãs
- Bhavnagar, Índia
- Épinal, França
- Gembloux, Bélgica
- Schwäbisch Hall, Alemanha
- Zamość, Polônia